# Latife Tekin
Latife Tekin (* 1957 in Karacefenk, Provinz Kayseri, Türkei) ist eine türkische Schriftstellerin und Drehbuchautorin.

## Leben und Wirken

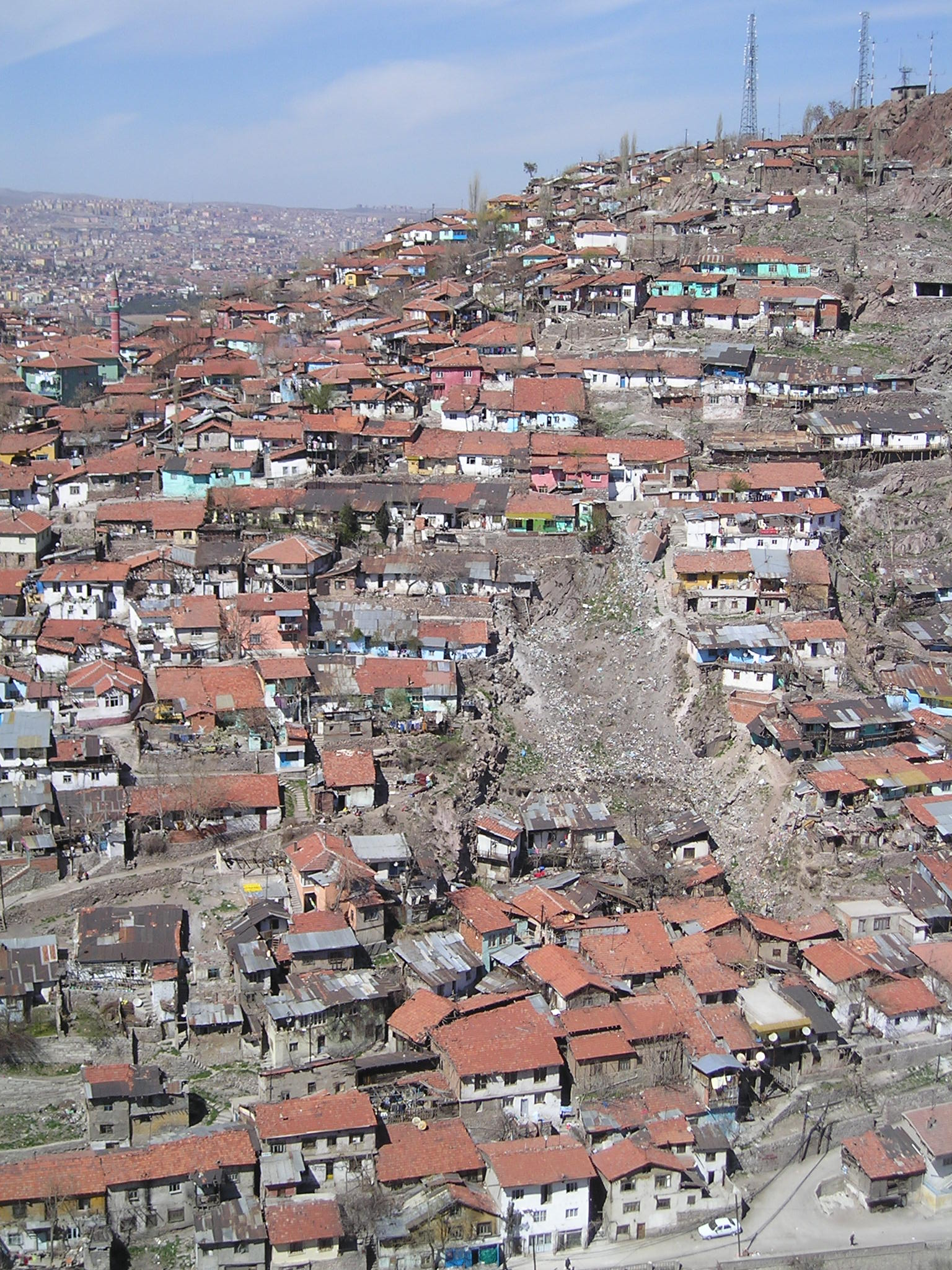
Biografisch motiviertes Thema: Leben im Gecekondu-Viertel in der türkischen Großstadt (hier Ankara)

Latife Tekin verbrachte ihre frühe Kindheit in Karacefenk, einem kleinen Dorf in der mittelanatolischen Provinz Kayseri. 1966 kam sie mit ihrer Familie nach Istanbul, wo sie in einem Gecekondu-Viertel aufwuchs. Von den sieben Kindern in ihrer Familie war sie die Einzige, die einen höheren Schulabschluss erreichte.
Ihre „zerrissene Kindheit“, den Kontrast zwischen den Folklore-reichen Traditionen der anatolischen Dorfbevölkerung und dem primitiven Leben in einer Slum-ähnlichen Behelfssiedlung am Rande der Großstadt, verarbeitete Tekin später in ihren Büchern. Sie wurde, nachdem sie nach dem Besuch des Gymnasiums zunächst kurzzeitig bei einer Telefongesellschaft gearbeitet hatte, freie Schriftstellerin und veröffentlichte 1983 ihren Debütroman Sevgili Arsız Ölüm, der das Leben einer aus dem ländlichen Raum nach Istanbul übersiedelten Familie beschreibt. Dieses Erstlingswerk ließ laut Wilperts Lexikon der Weltliteratur „aufhorchen“ und der britische The Independent bescheinigte Tekin später auf den Roman Bezug nehmend eine beachtliche Gabe auf dem Gebiet der Phrasierung und Erzeugung von Bildern. Das Buch wurde ein großer Erfolg.
Tekins Folgewerk als Romanautorin fand weniger aufgrund seiner literarischen Qualität Beachtung, als vor allem aufgrund ihrer Kritik an den politischen Verhältnissen in ihrem Land, die sie darin einfließen ließ. Von besonderem Interesse für das Lesepublikum war, dass Tekin dabei auch sektiererische Gruppen, denen sie in den 1970er-Jahren selbst angehört hatte, heftig kritisierte. Ihr zweiter Roman, Berci Kristin Çöp Masalları'nı von 1984, wurde in der Türkei zu einem der meistgelesenen Bücher. Er thematisiert das Entstehen eines Gecekondus auf einer Müllhalde in Istanbul. Es ist der bislang einzige Roman von Tekin, der als deutsche Übersetzung veröffentlicht wurde. Unter dem Titel Honigberg erschien die deutsche Erstveröffentlichung 1987 beim Hamburger Verlag am Galgenberg und als Taschenbuch-Lizenzausgabe 1993 beim Schweizer Unionsverlag.
1984 trat Tekin mit einem Drehbuch auch als Filmautorin hervor. Bir Yudum Sevgi wurde von Atıf Yılmaz inszeniert. Der Spielfilm mit Schauspielstars wie Kadir İnanır in den Hauptrollen erhielt Auszeichnungen auf den wichtigsten Filmfestivals der Türkei.
Mehrere ihrer Bücher sind inzwischen als Übersetzungen in verschiedenen Sprachen erschienen. Tekins Stil wird oft dem Magischen Realismus zugeordnet.
Latife Tekin lebt und arbeitet als freie Schriftstellerin und Drehbuchautorin in Istanbul.

## Auszeichnungen
- 2005: Sedat-Simavi-Preis für Literatur
- 2019: Erdal-Öz-Literaturpreis

## Werke (Auswahl)
Türkischsprachige Romane
- Sevgili Arsız Ölüm (1983)
- Berci Kristin Çöp Masalları'nı (1984)
- Gece Dersleri (1986)
- Buzdan Kılıçlar (1989)
- Aşk İşaretleri (1995)
- Ormanda Ölüm Yokmuş (2001)
- Unutma Bahçesi (2004)
- Muinar (2006)

Drehbuch
- Bir Yudum Sevgi (1984)

Deutsche Übersetzungen
- Honigberg. Taschenbuchausg., Unionsverlag, Zürich 1993, ISBN 3-293-20026-5. (Lizenz des Verlags am Galgenberg, Hamburg)